# Плоче
Плоче су град у Хрватској који административно припада Дубровачко-неретванској жупанији.

## Етимологија
Изворни, најстарији становници овог града свој град зову Плоча, што је и изворно име овога града. Име Плоча дато је вероватно зато што су становници околних места и први досељеници вадили и сушили своје рибарске мреже на подручју данашњег града или по острву у средини залива, који има изглед равне плоче.
Плоче имају врло „богату” историју промена свог имена, прво је за време Краљевине Југославије промењено име у Александрово, по краљу Александру, то име се одржало до Другог светског рата, и италијанске окупације. Под Италијанима име места Александрово, постало Порто Толеро (иал. лука за прекрцај, а што је банална истина, јер им је служила за укрцај сировина из Босне према Италији). После рата 1945. године враћено је изворно име, Плоча. Град је од 1950—1954. године, те од 1980—1990. године носио име Кардељево по југословенском комунистичком политичару, Словенцу Едварду Кардељу. Тада је Едварду Кардељу у част постављена биста у центру града, крај Робне Куће на главној градској променади, или како је становници зову Рива. У међувремену од 1954—1980. године први пут је уведено име Плоче, дакле множина првобитног назива, које се враћа почетком осамостаљења Хрватске, већ 22. децембра 1990. године.

## Географски положај
Град Плоче се сместио у долини Неретве у саобраћајној размеђи западне и источне Европе. У околини града могу се видети Баћинска језера, ушће реке Неретва, многобројна брда и Јадранско море.

## Историја
Плоче се први пут помињу 1387. године у документу Историјског архива у Дубровникy. У документу стоји да 6. новембра 1387. Матеј син Мароје Припичева с острва Колочепа склапа уговор са Милчом из Новог Брда према коме би Матеј требало да са својим бродом стигне из Дубровника у луку Плоче, при ушћу Неретве (ad quedum locum dictum la Ploca que est in fluminis Narenti) и тамо укрца око 600 грла ситне стоке и шкопаца те мању количину дрва. Историјски архив такође чува и документа из 1426. у којима се Плоче помињу од стране Већа умољених Дубровачке републике.
Већ у Аустроугарској су постојали планови за изградњу железнице до ушћа Неретве 1911. Земаљски савет БиХ је послао меморандум министру Бурианиу у којем је тражио изградњу пруге Бугојно-Рама (река)-Метковић-Порто Толеро (итал. назив за рт Вишњица који се налази тик испред луке Плоче), но због противљења Сплита, који је тражио да се саобраћај с Неретве шаље на Сплит, планови о изградњи железнице су пропали. Године 1922. су била готова три пројекта за изградњу железнице Винковци-Сарајево-ушће Неретве, но поново долази до побуне Сплита и Дубровника који су сматрали да ће изгубити свој утицај и велики део промета према БиХ. Тек је 1933. године на захтев Генералштаба војске, Министарство војске и морнарице прихватило тај предлог, па је 1937. почела изградња железнице од Метковића до Плоча. Железница је довршена 1942. године.
Прва испитивања на просторима луке Александрово (Плоче) извршена су већ 1923. Њих су извршили сарајевски грађевинари који су испитивали терен за изградњу железнице. Многи тадашњи политичари су сматрали да је изградња луке на месту данашње луке Плоче будалаштина, због великих трошкова рушења брда Змињац, и због тога што су сматрали да Неретва својим муљем закопава место које је било предвиђено за изградњу луке. У исто доба, Југославија је била у господарској кризи, а стручни људи и политичари у Босни су тврдили да је ушће Неретве најпогодније за градњу луке за БиХ. 1939. година почињу стварни радови на изградњи луке Плоче, а аутор првих нацрта за изградњу луке Плоче био је Украјинац из Кијева Борис Каракоз.

### Други светски рат
Окупацијом Југославије од стране Хитлера предео Неретве је од посебног значаја. Усташе формиране са севера долазе у долину Неретве на пределе данашњих градова Плоча и Метковићa и врше бројне злочине над припадницима српског и хрватског народа који нису били „политички адекватни”. Најтежи злочин десио се у Змијаревићима малом месту крај Плоча где су усташе убиле 21ог Хрвата који су били припадници партизана. У Баћини 1,5 км од Плоча Партизани су успели да одбране своје место од усташа али су их покорили Италијани, и дан данас постоје бункери саграђени од стране Италијана који се налазе у самом средишту места. Након рата подигнути су бројни споменици палим партизанима а поготово се истиче спомен парк у центру Плоча НОБ војсци и гроб палом партизану у Баћини. Занимљиво је још да током 90-их година приликом распада Југославије једини град који је сачувао све споменике из доба Југославије су управо Плоче које сад чине културне споменике, док су, нажалост, у другим градовима Хрватске ти споменици минирани и рушени.
У ратном периоду на изградњи луке суделовала је Немачка организација. Иако је лука у подели територија припала Италији, у Бону у Немачкој су пронађени документи из којих се може видети да су окупацијске снаге планирале реконструкцију луке, тако да поморским путем могу извозити угаљ, боксит и друге сировине из НДХ. Партизанске снаге су их цело то време онемогућавале, потапајући глибодере и онеспособљавајући осталу технику.

### Послератни период
Плоче се почињу насељавати одмах по завршетку Другог светског рата када је требало радника, али и стручних људи за обнављање железнице и луке, те обезбеђење сигурног поморског-пловног пута. Убрзо су се у Плоче почели досељавати стручни дизаличари (из Ријеке и Сушака), доктори, поштари, војна лица и други. Први досељеници су најчешће били из околних места (нарочито Баћинаца који су након повратка из избеглиштва у Ел Шату у Египту затекли разорене куће, али и из других места) и Далматинске Загоре. Први Плочани су живели у баракама на Црној ријеци и у баракама уз Пекин долац у горњем делу града. На Црној ријеци биле су смештене разне установе, представници власти, разне службе, трговина, гостионица итд., док се у горњем делу града налазила пекара, црква и школа.
Дана 1. маја 1950. Плоче по први пут мењају назив у Кардељево те ће под тим именом остати до 1954. Поновно мењање имена се десило 1980. те је оно задржано до 1990. У Плочама 1950-их почиње завршавање камених зграда на Пришници и у Роготинској улици, али и завршавање војних објеката. 50-их година на Црној ријеци отворено је и први биоскоп „Пришница” и прва разгласна станица. Крајем 50-их почиње знатније досељавање становника из БиХ, а 1965. Плоча долази Јадранска магистрала и цеста из Мостара, а 1966. у промет је пуштен нормалан колосек железничке пруге Сарајево-Плоче, а с тим саобраћајним потенцијалима град се знатније почео ширити заједно с луком.
Током рата у Југославији у Плочама није било већих сукоба, изузевши успешно гранатирање складишта предузећа Интершпед и неких лучких складишта и неуспешно бомбардовање ратне болнице. У ноћи између 14. и 15. септембра 1991. у Плочама и ужој околици је извршена војно-редарствена операција „Зелена табла — Мале Баре” којом су заузети објекти ЈНА те је заплењена велика количина наоружања и муниције. Током те акције дошло је и до прве поморске битке где су се са Хрватске стране два тегљача, пловна лучка дизалица, трајект и два мања брода супротставили надмоћнијој, професионалној Југословенској ратној морнарици. У акцији је смртно страдао један хрватски војник. Други напад десио се 12. маја 1992. када су два авиона ЈНА бомбардовала Луку Плоче, Дом спортова те на основну школу и неколико стамбених објеката. У Плочама за време рата у БиХ је била главна база NATO-а и СФОР-а а по неким проценама око 50.000 избеглица је боравило у Плочама током рата у Босни и Херцеговини.

## Становништво
На попису становништва 2011. године, град Плоче је имао 10.135 становника, од чега у самим Плочама 6.013.

### Град Плоче
| Број становника по пописима | Број становника по пописима | Број становника по пописима | Број становника по пописима | Број становника по пописима | Број становника по пописима | Број становника по пописима | Број становника по пописима | Број становника по пописима | Број становника по пописима | Број становника по пописима | Број становника по пописима | Број становника по пописима | Број становника по пописима | Број становника по пописима | Број становника по пописима |
| --------------------------- | --------------------------- | --------------------------- | --------------------------- | --------------------------- | --------------------------- | --------------------------- | --------------------------- | --------------------------- | --------------------------- | --------------------------- | --------------------------- | --------------------------- | --------------------------- | --------------------------- | --------------------------- |
| 1857.                       | 1869.                       | 1880.                       | 1890.                       | 1900.                       | 1910.                       | 1921.                       | 1931.                       | 1948.                       | 1953.                       | 1961.                       | 1971.                       | 1981.                       | 1991.                       | 2001.                       | 2011                        |
| 2.204                       | 2.581                       | 2.928                       | 3.479                       | 4.028                       | 4.337                       | 4.087                       | 4.512                       | 4.865                       | 6.161                       | 7.759                       | 8.846                       | 9.726                       | 11.220                      | 10.834                      | 10.135                      |

Напомена: Настао из старе општине Плоче.

### Плоче (насељено место)
| Број становника по пописима | Број становника по пописима | Број становника по пописима | Број становника по пописима | Број становника по пописима | Број становника по пописима | Број становника по пописима | Број становника по пописима | Број становника по пописима | Број становника по пописима | Број становника по пописима | Број становника по пописима | Број становника по пописима | Број становника по пописима | Број становника по пописима | Број становника по пописима |
| --------------------------- | --------------------------- | --------------------------- | --------------------------- | --------------------------- | --------------------------- | --------------------------- | --------------------------- | --------------------------- | --------------------------- | --------------------------- | --------------------------- | --------------------------- | --------------------------- | --------------------------- | --------------------------- |
| 1857.                       | 1869.                       | 1880.                       | 1890.                       | 1900.                       | 1910.                       | 1921.                       | 1931.                       | 1948.                       | 1953.                       | 1961.                       | 1971.                       | 1981.                       | 1991.                       | 2001.                       | 2011                        |
| 0                           | 0                           | 164                         | 200                         | 180                         | 215                         | 0                           | 0                           | 727                         | 1.657                       | 3.102                       | 4.405                       | 5.318                       | 6.332                       | 6.537                       | 6.013                       |

Напомена: У 1948. и 1953. исказано под именом Кардељево, 1961. и 1971. под именом Плоче, а 1981. поново под именом Кардељево. Подручје насеља Плоче смањено је 1991. издвајањем делова насеља који су ушли у састав насеља Перачко Блато. У 1857, 1869. и 1921. подаци су делимично садржани у насељима Баћина и Бања, а 1931. у насељу Баћина.

### Попис 1991.
На попису становништва 1991. године, насељено место Плоче је имало 6.332 становника, следећег националног састава:
| Попис 1991.‍   | Попис 1991.‍  | Попис 1991.‍ | Попис 1991.‍ | Попис 1991.‍ |
| ------------- | ------------ | ----------- | ----------- | ----------- |
|               |              |             |             |             |
| Хрвати        | Хрвати       |             | 5.013       | 79,16%      |
| Срби          | Срби         |             | 438         | 6,91%       |
| Југословени   | Југословени  |             | 288         | 4,54%       |
| Муслимани     | Муслимани    |             | 179         | 2,82%       |
| Црногорци     | Црногорци    |             | 71          | 1,12%       |
| Албанци       | Албанци      |             | 39          | 0,61%       |
| Македонци     | Македонци    |             | 39          | 0,61%       |
| Словенци      | Словенци     |             | 23          | 0,36%       |
| Мађари        | Мађари       |             | 14          | 0,22%       |
| Немци         | Немци        |             | 3           | 0,04%       |
| Русини        | Русини       |             | 2           | 0,03%       |
| Чеси          | Чеси         |             | 2           | 0,03%       |
| Грци          | Грци         |             | 1           | 0,01%       |
| Италијани     | Италијани    |             | 1           | 0,01%       |
| Пољаци        | Пољаци       |             | 1           | 0,01%       |
| Руси          | Руси         |             | 1           | 0,01%       |
| Словаци       | Словаци      |             | 1           | 0,01%       |
| Турци         | Турци        |             | 1           | 0,01%       |
| Украјинци     | Украјинци    |             | 1           | 0,01%       |
| остали        | остали       |             | 5           | 0,07%       |
| неопредељени  | неопредељени |             | 139         | 2,19%       |
| регион. опр.  | регион. опр. |             | 15          | 0,23%       |
| непознато     | непознато    |             | 55          | 0,86%       |
| укупно: 6.332 |              |             |             |             |

## Привреда
Окосница економије града Плоча је теретна морска лука, друга по количини прекрцаја у Републици Хрватској око (4.5 мил т 2010.. За луку се веже велики број сродних делатности: шпедитерских, складиштарских, превозних, логистичких и тд. Туризам за разлику од осталих приморских градова РХ нема посебан значај. Услови за развој туризма постоје, због близине ушћа Неретве и Баћинских језера. Плоче се налазе на делти Неретве која је вема повољна за лов (птице), риболов и пољопривреду, у којој предњаче агруми, а потом и друго воће (мандарине, диње…) и поврће (парадајз). Индустрија која је некад била једна од најјачих међу приморским градовима је готово ишчезла, а са доста смањеним капацитетом у односу на 1991. производе се бртвене облоге. Очекује се да ће град своју будућност пронаћи у развоју свог саобраћајног положаја којем ће значајно допринети скора изградња Јадранско-Јонског и панеуропског коридора 5ц, чије ће се чвориште налазити близу центра града.

## Градске четврти
Град се састоји од осам градских четврти:
- Стаблина је првобитно било место врло близу центра града. Ширењем града постаје и његов део. Састоји се првенствено од приватних кућа и нема стамбених објеката. Налази се на јужном пределу града из смера Дубровника према Сплиту. У кварту се налази и фрањевачки самостан и црква саграђена 2004. године.
- Пришница спада међу најстарије делове града. Прве камене зграде и куће саграђене су 50-их година 20. века. Саграђена је и прва медицинска установа, први биоскоп, први разглас а и саграђене су камене степенице које су се спуштале на Црну Ријеку где се налазила пијаца и зграда општине. Ширење се дешава 80-их година када се граде стамбене зграде и нови објекти.
- Јадраново је предео града такође на јужном делу. Налази се стадион градског клуба „Јадран ЛП” те ново изграђени стамбени објекти, такође се завршава брза цеста овај предео који ће повезивати центар и A1 (Загреб-Сплит.-Плоче). Овај део граничи са Луком Плоче.
- Солитери је предео који се налази у центру града, покрај главне градске променаде „Рива” која је међу најдужим шеталиштима у Далмацији. Карактеристика овог дела су високе стамбене зграде коју су смештене у непрекидном низу. Такође ту се налази и већина градских кафића, забаваоница, те Туристичка заједница града Плоча.
- Бирина је предео града који се налази на истоименом градском језеру Бирина. У потпуности је изграђен од приватних кућа. У Бирини се налази католички центар св. Либерана и главно градско гробље.

- Насеље је предео који је систематски изграђен 60-их година 20. века. Прати Роготинску улицу, и то је прва улица у Плочама која је асфалтирана. Доминирају камене зграде и високе стамбене зграде које су по својој запремини јако дугачке и имају облик коцке. Ту се налазе Средња и Основна школа, биоскоп, Дом шпортова Плоча, Дом Културе, те зграда војске РХ скупа са касарном која више није у функцији од 2006. године.

- Дедиње су предео града који се „граничи” са Ривом на југу, Насељем на северу, Солитерима на западу. Назив „Дедиње” потиче од београдског насеља Дедиње, јер за време градње станови су искључиво били за војна лица ЈНА и имућније грађане, стога тај назив. Центар Дедиња чини градски трг бана Јосипа Јелачића. На Дедињу се налази Градска књижница, новосаграђена црква Краљице неба и земље са самостанским комплексом, звоник цркве један је од највећих у Далмацији и доминира градом, Црвени крст, бројне удруге те градско обданиште. Дедиње су и спортски центар града којима доминира ШЦ „Мочвара” на којем се назали игралиште за фудбал, кошарку, тенис те боћање. Један је од уређених спортских центара у Далмацији а налази се на отвореном.

- Трг је највећи градски предео. Налази се крај Луке Плоче. Назив Трг је добио по Тргу краља Томислава на којем се налази. Ту се налази, Градско веће, Поглаварство, зграда општине, Полицијска станица, Аутобусни колодвор, Железнички колодвор, Дом здравља, Хитна помоћ, фериботно пристаниште, управна зграда Луке Плоче, Царинска управа те још многобројних шпедитерских компанија. Такође на Тргу се налази парк краља Томислава те спомен-парк палим партизанима са многобројним споменицима жртава фашистичких злочина.

## Знаменитости
- Црква Краљице Неба и Земље (црквени комплекс на риви)
- Споменик Св. Николе
- Спомен парк са споменицима народним херојима НОБ-а и жртвама фашистичких злочина
- Многобројни италијански бункери и војне куче на брдима и брежуљцима у околици
- Многобројне спомен Плоче жртвама фашистичких злочина
- Теутини двори у Баћини у близини Плоча
- Цркве Св Јуре и Луке у Баћини старе преко 600 год.
- Гомиле у Баћини
- Археолошка налазишта у Шарић Струги

У Плочама је у источном предграђу била некад црквица Св. Лазара „одакле је носило име братинство или задруга Лазарина”.

## Партнерски градови
- Љубљана